# Ba-Vi
Le BaVi ou Ba-Vi (abréviation de Bahia - Vitória) est le nom donné au Brésil au derby de Salvador entre les équipes du Esporte Clube Bahia et du Esporte Clube Vitória.

## Histoire
L'Esporte Clube Bahia, champion du Brésil en 1959 1988 , et l'Esporte Clube Vitória, vice-champion du Brésil en 1993, sont rivaux et entretiennent cette rivalité dans le championnat de Bahia dont ils sont chacun champions à plusieurs reprises. Entre 1970 et 2005, les 2 clubs se partagent tous les championnats de Bahia.

## Statistiques

### Nombre par compétition
| Compétition                | Matchs | Victoires de Bahia | Victoires de Vitória | Matchs nuls | Buts de Bahia | Buts de Vitória |
| -------------------------- | ------ | ------------------ | -------------------- | ----------- | ------------- | --------------- |
| Championnat du Brésil      | 44     | 18                 | 12                   | 14          | 43            | 37              |
| Coupe du Nord-Est          | 17     | 6                  | 8                    | 3           | 22            | 31              |
| Championnat de Bahia       | 351    | 133                | 106                  | 112         | 459           | 402             |
| Tournois nationaux         | 12     | 5                  | 4                    | 3           | 11            | 11              |
| Autre championnats d'États | 35     | 11                 | 17                   | 7           | 41            | 41              |
| Matchs amicaux             | 50     | 22                 | 11                   | 17          | 92            | 69              |
| Total                      | 509    | 195                | 158                  | 156         | 668           | 591             |

## Meilleures affluences de Ba-Vi
1. Bahia 1-1 Vitória, 97 240 spectateurs, 7 août 1994.
2. Bahia 0-1 Vitória, 90 000 spectateurs, 26 mars 1972.
3. Bahia 0-3 Vitória, 87 725 spectateurs, 23 février 1997.
4. Bahia 2-1 Vitória, 87 117 spectateurs, 29 novembre 1981.
5. Bahia 1-0 Vitória, 84 785 spectateurs, 1er août 1971.
6. Bahia 0-0 Vitória, 84 359 spectateurs, 29 mars 1998.
7. Bahia 3-3 Vitória, 79 824 spectateurs, 27 juillet 1997.
8. Bahia 0-0 Vitória, 78 881 spectateurs, 27 mai 1979.
9. Bahia 0-0 Vitória, 76 281 spectateurs, 15 décembre 1974.
10. Bahia 2-4 Vitória, 75 044 spectateurs, 6 avril 1997.

## Meilleures affluences de Ba-Vi en championnat du Brésil
1. Bahia 3-3 Vitória, 79 824 spectateurs, 27 juillet 1997.
2. Vitória 1-1 Bahia, 67 385 spectateurs, 21 octobre 2001.
3. Bahia 1-1 Vitória, 67 086 spectateurs, 5 novembre 1995.
4. Bahia 1-0 Vitória, 64 078 spectateurs, 4 octobre 2000.
5. Vitória 1-1 Bahia, 60 270 spectateurs, 13 octobre 1996.
6. Bahia 0-0 Vitória, 57 890 spectateurs, 12 novembre 1972.
7. Bahia 1-0 Vitória, 57 276 spectateurs, 13 novembre 1977.
8. Bahia 0-1 Vitória, 56 677 spectateurs, 23 avril 1978.
9. Bahia 4-0 Vitória, 53 683 spectateurs, 9 juillet 1978.
10. Bahia 0-1 Vitória, 49 558 spectateurs, 11 novembre 1973.